# Геолошки чекић
Геолошки чекић представља део стандардне геолошке опреме који служи за одваљивање и ломљење делова стене како би се добио свеж прелом, геологу потребан за утврђивање текстуре, структуре, природе, минералног и фосилног састава стене и њене старости.
Постоји неколико врста геолошких чекића, али је обично геологу само један довољан при једнодневном изласку на терен. 
Глава чекића је с једне стране тупа и њом се удара по делу који се жели одломити, одвојити од матичне стене и на тај начин направити свеж прелом или се удара по већ одломљеном комаду стене, како би се он смањио и на тај начин постао згодан за узорковање. Узорковање је узимање узорака са терена било да су они у виду стене (чврсте стене, тло) или у виду фосилних остатака. Друга страна чекића је зашиљена, у облику пијука, и њом се, по принципу полуге, одваљују напукли делови матичне стене. 